# Battaglione alpini "Tolmezzo"
Il Battaglione alpini Tolmezzo è un reparto alpino dell'Esercito Italiano con sede a Venzone.

## Storia
Formato a Tolmezzo nel 1908 viene inquadrato nel 7º Reggimento alpini. Nel 1909 il comando è assegnato al col. Antonio Cantore. Partecipa alla guerra in Libia e viene schierato nelle due guerre inquadrato nell'8º Reggimento alpini della Divisione Julia.
Partecipa alle battaglie della prima Guerra Mondiale guadagnandosi una medaglia d'argento al Valor Militare per i combattimenti sul Pal Piccolo e Pal Grande (fronte carnico) e sull'Altopiano dei Sette Comuni in duplicato al Battaglione Alpini "Val Tagliamento" (reparto che anche in seno alla campagna di Grecia del 1941 ne costituirà supporto in qualità di milizia territoriale).
Viene sciolto dopo l'Armistizio di Cassibile nel 1943 e ricostituito nuovamente nel 1946 all'interno dell'8º reggimento, con la ristrutturazione delle forze armate del 1975 diviene autonomo ed inquadrato alle dirette dipendenze della "Julia".
Il 5 febbraio del 1993, in seguito alla ricostituzione dei Reggimenti Alpini con la riforma partita nel 1992 presso il comando Marina della base navale di Augusta (il battaglione in quel periodo è impiegato nell'operazione Vespri Siciliani), prende vita il 14º Reggimento Alpini che inquadra dalla sua creazione il battaglione Tolmezzo  (cp 6-12-72-114,dal 2001 anche 212) e dipende dalla Brigata Alpina Julia.
Dopo la missione in Mozambico viene impiegato nell'operazione Testuggine (1994 frontiera italo-slovena) ed in Calabria operazione Riace (1994-1995).
tra il 1997 e il 2001 il battaglione, alimentato da volontari, è stato impiegato in Bosnia (operazioni Costant Guard e Joint Forge).Dal luglio 2003 a gennaio 2004,viene inviato in Kosovo (operazione Nato KFOR). Nel 2004 partecipa all'operazione Domino (vigilanza obiettivi sensibili). Nel 2001 ha inquadrato le prime donne alpine. Alla fine del 2001 la compagnia armi di supporto (114° cp), si trasforma in compagnia mortai e nasce la 216º compagnia controcarri "Val Tagliamento".
Il 14 ottobre 2005 il 14º Reggimento Alpini viene sciolto dopo l'ennesimo taglio dei reparti alpini ed il battaglione torna in seno all'8º Reggimento Alpini come ultimo battaglione essendo stati sciolti, nel frattempo il "Gemona" ed il "Cividale": gli altri due storici Battaglioni fratelli.

## Onorificenze

### Decorati
- Ugo Pizzarello, maggiore, croce di cavaliere dell'ordine militare di Savoia, medaglia d'oro al valor militare
- Giulio Fantoni, capitano, croce di cavaliere dell'ordine militare di Savoia, medaglia d'oro al valor militare
- Antonio Cavarzerani, sottotenente, medaglia d'oro al valor militare
- Anselmo Durigon, maresciallo ordinario, medaglia d'oro al valor militare
- Mario Fregonara, capitano, medaglia d'oro al valor militare
- Eugenio Garrone, tenente, medaglia d'oro al valor militare
- Giuseppe Garrone, capitano, medaglia d'oro al valor militare
- Elvio Galletti, alpino, medaglia di bronzo al valor militare

## Persone legate al battaglione
- Antonio Cantore
- Renato Del Din
- Adriano Gransinigh
- Alberto Liuzzi
- Franco Magnani
- Pietro Maset
- Luigi Sapienza